# Ikelemba
L’Ikelemba est un affluent du fleuve Congo, dans la république démocratique du Congo. 

## Géographie
La rivière se jette dans le fleuve au niveau de Mbandaka dans l’Équateur. Elle coule principalement d'est en ouest et prend source dans la région de Befale.